# Женская сборная Северной Ирландии по волейболу
Женская национальная сборная Северной Ирландии по волейболу (англ. North Ireland women's national volleyball team) — представляет Северную Ирландию на международных соревнованиях по волейболу. Управляющей организацией выступает Ассоциация волейбола Северной Ирландии (англ. North Ireland volleyball association — NIVB).

## История
В 1970 году группой энтузиастов была образована Ассоциация волейбола Северной Ирландии (North Ireland volleyball association — NIVА). С 1982 года ассоциация является членом ФИВБ и ЕКВ.
Впервые женская сборная Северной Ирландии была сформирована в 1983 году для участия в традиционном турнире Кубок весны (Spring Cup), который проводился с 1962 (для женщин — с 1973) по инициативе федераций волейбола западноевропейских стран. Дебют для североирландских волейболисток вышел неудачным — 12-е место среди 12 команд.
В 1986—1991 годах проводился чемпионат Британских островов по волейболу, среди участников которого была и сборная Северной Ирландии. Лучшим результатом для неё стало 2-е место, занятое в 1989 году.
Дебют женской национальной команды Северной Ирландии в официальных международных турнирах под эгидой ФИВБ и ЕКВ состоялся лишь в мае 2013 года, когда североирландские волейболистки впервые заявились в отборочный турнир чемпионата мира. В своей квалификационной группе в бельгийском Кортрейке сборная-дебютант проиграла всем трём своим соперникам с одинаковым счётом 0:3, причём в поединках против Швейцарии и Бельгии ей ни в одной из партий не удалось набрать более 10 очков, а второй сет против швейцарок завершился и вовсе с результатом 2:25 (!). Немногим лучше было соотношение партий лишь в матче против португальской национальной команды.
Столь плачевный результат не обескуражил руководство национальной ассоциации и через год сборная Северной Ирландии впервые приняла участие в отборочном турнире чемпионата малых стран Европы. В стартовом матче своей отборочной группы североирландки добились и первой победы, переиграв своих южных соседок — сборную Ирландии — в четырёх партиях. В остальных четырёх матчах волейболистки Северной Ирландии подверглись разгрому со стороны национальных команд Шотландии, Мальты и Кипра, не сумев ни в одном из сетов этих поединков преодолеть рубежа в 15 набранных очков.
Столь же неудачно сборная Северной Ирландии выступила и в квалификации чемпионата малых стран Европы 2017, один из двух групповых турниров которой прошёл в июне 2016 в Люксембурге. Эта стадия чемпионата одновременно являлась и первым раундом отборочного турнира чемпионата мира 2018. Во всех трёх сыгранных матчах против команд Люксембурга, Шотландии и Исландии североирландские волейболистки потерпели «сухие» поражения, причём 2-й сет матча с шотландками был проигран со счётом 4:25, а в поединке против сборной Исландии в сумме набрали лишь 27 очков.

## Результаты выступлений и составы

### Чемпионаты мира
Сборная Северной Ирландии принимала участие в двух квалификационных турнирах чемпионатов мира.
- 2014 — не квалифицировалась
- 2018 — не квалифицировалась

- 2014 (квалификация): Эми-Джейн Маккол, Хлоя Уолкингшоу, Эми Никсон, Мелисса Трэйнор, Мишель Диффин, Шэннон Лайнесс, Кейт Доннелли, Ребекка Рэнкин, Элис Харкнесс, Риан Маккарролл, Эми Уизерс, Клэр Доуи. Тренер — Сара Янковиц.
- 2018 (квалификация): Керри Киркпатрик, Джемма Кэлвин, Тинна Миллз, Эми Оливер, Мелисса Трэйнор, Изи Росс, Сара Болтон, Дженна Гэсс, Эми Уизерс, Клэр Доуи, Эллен Дьюк, Ханна Уикэм. Тренер — Кэллам Грив.

### Чемпионаты малых стран Европы
В чемпионатах 1990—2013 сборная Северной Ирландии участия не принимала.
- 2015 — не квалифицировалась
- 2017 — не квалифицировалась
- 2019 — 4-е место
- 2022 — 7-е место
- 2023 — 6-е место
- 2024 — 4-е место

## Состав
Сборная Северной Ирландии в чемпионате малых стран Европы 2024.
| №  | Имя, фамилия     | Год рождения | Рост | Амплуа      | Клуб                        |
| -- | ---------------- | ------------ | ---- | ----------- | --------------------------- |
| 1  | Оливия Катберт   | 2006         |      | нападающая  |                             |
| 2  | Керри Киркпатрик | 1995         | 174  | связующая   | Городской университет Лидса |
| 4  | Меган Макбёрни   | 1998         | 168  | либеро      | «Баллимони Блейз»           |
| 5  | Эйми Оливер      | 1989         | 178  | центральная |                             |
| 6  | Сара О’Рейлли    | 1998         | 168  | связующая   |                             |
| 7  | Эмма Дьюк        | 1997         | 168  | нападающая  | «Уэссекс» Пул               |
| 8  | Грейс Аллен      | 2005         |      | нападающая  |                             |
| 9  | Джемма Кэлвин    | 1997         | 178  | центральная |                             |
| 10 | Сара Скотт       | 2000         | 170  | нападающая  |                             |
| 11 | Ребекка Паркхилл |              |      | либеро      | «Колрейн» Белфаст           |
| 12 | Клэр Доуи        | 1985         | 182  | центральная |                             |
| 13 | Йона Мейрс       | 2004         |      | центральная |                             |
| 14 | Тара Муни        | 2005         |      | центральная |                             |
| 15 | Риан Маккаррол   | 1990         | 179  | нападающая  |                             |

- Главный тренер — Андрей Крол.
- Тренер — Риан Маккаррол.